# Lorenzo Livello
Lorenzo Livello (Pescara, 16 ottobre 1962) è un ex calciatore italiano, di ruolo attaccante.

## Carriera
Ha disputato 3 incontri del campionato di Serie A 1979-1980 con la maglia del Pescara, squadra della sua città, esordendo in massima serie il 27 aprile 1980 in occasione della sconfitta interna contro il Torino.
Con gli abruzzesi ha inoltre all'attivo 18 presenze in Serie B (dal 1980 al 1982), con una rete realizzata in occasione della sfida interna contro il Varese del 4 ottobre 1981.
Nell'aprile del 1996, dal matrimonio con Patrizia Marsili, nasce la figlia Camilla.